# 庐山巨蟹蛛
庐山巨蟹蛛（学名：Heteropoda lushanensis）为巨蟹蛛科巨蟹蛛属的动物。在中国大陆，分布于江西等地。该物种的模式产地在江西。